# Karol Fageros
Karol Fageros (Miami, 27 aprile 1934 – Miami, 12 aprile 1988) è stata una tennista statunitense.

## Biografia
È stata nota oltre che per le abilità tennistiche anche per la bellezza e per le scelte stilistiche dentro e fuori dal campo, per un periodo ha indossato sotto il gonnellino dei vistosi pantaloncini dorati che le vennero vietati sui campi di Wimbledon in chiaro contrasto con la regola del total white.
Si è sposata nel 1962 con l'avvocato Eugene Maurice Short Jr e insieme hanno avuto tre figlie, è deceduta all'età di cinquantatre anni malata di cancro lasciando parte dell'eredità milionaria alla American Cancer Society per favorire la ricerca di cure.

## Carriera
Ottiene buoni risultati a livello giovanile vincendo due titoli consecutivi all'Orange Bowl nel biennio 1951-52, tra le adulte conquista sia il singolare che il doppio durante il Canadian Open del 1954 e vince per due anni consecutivi il doppio femminile al Tri-State Championships.
Nei tornei del Grande Slam vanta un quarto turno durante Wimbledon 1957, sempre sull'erba londinese ha raggiunto i quarti di finale nel doppio misto nel 1958 e nel doppio femminile l'anno successivo. Ha raggiunto inoltre una semifinale sulla terra battuta del Roland Garros 1959 in coppia con Bob Hewitt.
Ha rappresentato gli Stati Uniti in Wightman Cup nell'edizione del 1958 e ai Giochi panamericani del 1959 vincendo la medaglia d'argento in coppia con Althea Gibson, proprio insieme alla Gibson si creò un rapporto di amicizia e collaborazione che le portò a sfidarsi in un tour della nazione di 118 incontri culminato con la sfida durante la notte di capodanno al Madison Square Garden.
Si è ritirata nel 1961 a seguito degli infortuni causati da un incidente in autobus.